# Weltervikt i grekisk-romersk stil i brottning vid olympiska sommarspelen 2000
Herrarnas brottningsturnering i grekisk-romersk stil i viktklassen weltervikt vid olympiska sommarspelen 2008 avgjordes den 24 i Sydney i Sydney Convention and Exhibition Centre. 

## Medaljörer
| Klass      | Guld                      | Silver              | Brons                          |
| Weltervikt | Murat Kardanov · Ryssland | Matt Lindland · USA | Marko Yli-Hannuksela · Finland |

## Resultat

### Förkortningar
- EF — Vinst genom förverkande, förloraren ej plancerad
- E2 — Båda brottarna diskvalificerade för brott mot reglerna
- EV — Diskvalifikation från samtliga tävlingar för brott mot reglerna
- EX — 3 varningar eller brott mot reglerna
- PA — Skada/uteblivande
- PO — Vinst efter poäng, förloraren utan teknik-poäng
- PP — Vinst efter poäng, förloraren med teknik-poäng
- SP — Teknisk överlägsenhet, 10 poängs skillnad, förloraren hade poäng
- ST — Teknisk överlägsenhet, 10 poängs skillnad, förloraren utan poäng
- TO — Vinst efter fall
- KP — Klassificeringspoäng
- TP — Tekniska poäng

### Utslagningsronder

#### Grupp 1
| Tävlande                    | Vunna | Förlorade | KP | TP |
| --------------------------- | ----- | --------- | -- | -- |
| Kim Jin-Soo (KOR)           | 2     | 0         | 6  | 6  |
| Nazmi Avluca (TUR)          | 1     | 1         | 4  | 4  |
| Khvicha Bichinashvili (AZE) | 0     | 2         | 1  | 2  |

| Röd                   | Blå                   | KP     | TP  |
| --------------------- | --------------------- | ------ | --- |
| Khvicha Bichinashvili | Kim Jin-Soo           | 1-3 PP | 2-3 |
| Nazmi Avluca          | Khvicha Bichinashvili | 3-0 PO | 3-0 |
| Kim Jin-Soo           | Nazmi Avluca          | 3-1 PP | 3-1 |

#### Grupp 2
| Tävlande                   | Vunna | Förlorade | KP | TP |
| -------------------------- | ----- | --------- | -- | -- |
| Marko Yli-Hannuksela (FIN) | 2     | 0         | 6  | 8  |
| Bakhtiar Baiseitov (KAZ)   | 1     | 1         | 4  | 7  |
| Yvon Riemer (FRA)          | 0     | 2         | 2  | 3  |

| Röd                  | Blå                  | KP     | TP  |
| -------------------- | -------------------- | ------ | --- |
| Marko Yli-Hannuksela | Yvon Riemer          | 3-1 PP | 4-1 |
| Bakhtiar Baiseitov   | Marko Yli-Hannuksela | 1-3 PP | 3-4 |
| Yvon Riemer          | Bakhtiar Baiseitov   | 1-3 PP | 2-4 |

#### Grupp 3
| Tävlande                 | Vunna | Förlorade | KP | TP |
| ------------------------ | ----- | --------- | -- | -- |
| Murat Kardanov (RUS)     | 2     | 0         | 6  | 5  |
| Tamás Berzicza (HUN)     | 1     | 1         | 3  | 2  |
| Takamitsu Katayama (JPN) | 0     | 2         | 1  | 2  |

| Röd                | Blå                | KP     | TP  |
| ------------------ | ------------------ | ------ | --- |
| Takamitsu Katayama | Murat Kardanov     | 0-3 PP | 0-4 |
| Tamás Berzicza     | Takamitsu Katayama | 3-1 PP | 2-2 |
| Murat Kardanov     | Tamás Berzicza     | 3-0 PO | 1-0 |

#### Grupp 4
| Tävlande                | Vunna | Förlorade | KP | TP |
| ----------------------- | ----- | --------- | -- | -- |
| Ara Abrahamian (SWE)    | 2     | 0         | 6  | 6  |
| Dimitrios Avramis (GRE) | 1     | 1         | 4  | 5  |
| Levon Geghamyan (ARM)   | 0     | 2         | 1  | 1  |

| Röd               | Blå               | KP     | TP  |
| ----------------- | ----------------- | ------ | --- |
| Levon Geghamyan   | Dimitrios Avramis | 1-3 PP | 1-3 |
| Ara Abrahamian    | Levon Geghamyan   | 3-0 PO | 3-0 |
| Dimitrios Avramis | Ara Abrahamian    | 1-3 PP | 2-3 |

#### Grupp 5
| Tävlande                   | Vunna | Förlorade | KP | TP |
| -------------------------- | ----- | --------- | -- | -- |
| David Manukyan (UKR)       | 3     | 0         | 11 | 35 |
| Vyacheslav Makarenko (BLR) | 2     | 1         | 8  | 47 |
| Artur Michalkiewicz (POL)  | 1     | 2         | 6  | 14 |
| Faafetai Iutana (SAM)      | 0     | 3         | 0  | 0  |

| Röd                 | Blå                  | KP     | TP   |
| ------------------- | -------------------- | ------ | ---- |
| Faafetai Iutana     | Artur Michalkiewicz  | 0-4 TO | 2:43 |
| David Manukyan      | Vyacheslav Makarenko | 4-1 SP | 12-1 |
| Faafetai Iutana     | David Manukyan       | 0-4 TO | 1:01 |
| Artur Michalkiewicz | Vyacheslav Makarenko | 1-3 PP | 1-4  |
| Faafetai Iutana     | Vyacheslav Makarenko | 0-4 TO | 4:42 |
| Artur Michalkiewicz | David Manukyan       | 1-3 PP | 2-8  |

#### Grupp 6
| Tävlande                   | Vunna | Förlorade | KP | TP |
| -------------------------- | ----- | --------- | -- | -- |
| Matt Lindland (USA)        | 3     | 0         | 10 | 10 |
| Tarieli Melelashvili (GEO) | 2     | 1         | 7  | 4  |
| Evgeniy Erofaylov (UZB)    | 1     | 2         | 4  | 7  |
| Kader Slila (ALG)          | 0     | 3         | 0  | 0  |

| Röd               | Blå                  | KP     | TP   |
| ----------------- | -------------------- | ------ | ---- |
| Kader Slila       | Evgeniy Erofaylov    | 0-3 PO | 0-6  |
| Matt Lindland     | Tarieli Melelashvili | 3-0 PO | 3-0  |
| Kader Slila       | Matt Lindland        | 0-4 PA | 4:53 |
| Evgeniy Erofaylov | Tarieli Melelashvili | 0-3 PO | 0-4  |
| Kader Slila       | Tarieli Melelashvili | 0-4 PA |      |
| Evgeniy Erofaylov | Matt Lindland        | 1-3 PP | 1-1  |

### Utslagningsträd
|  | Kvartsfinaler              | Kvartsfinaler        |                            |                      | Semifinaler                | Semifinaler |  |  | Final | Final |
|  |                            |                      |                            |                      |                            |             |  |  |       |       |
|  | 25 september               |                      |                            |                      |                            |             |  |  |       |       |
|  |                            |                      |                            |                      |                            |             |  |  |       |       |
|  | Kim Jin-Soo (KOR)          | 0                    |                            |                      |                            |             |  |  |       |       |
|  | Kim Jin-Soo (KOR)          | 0                    | 25 september               |                      |                            |             |  |  |       |       |
|  | Marko Yli-Hannuksela (FIN) | 3                    |                            |                      |                            |             |  |  |       |       |
|  | Marko Yli-Hannuksela (FIN) | 3                    | Marko Yli-Hannuksela (FIN) | 0                    |                            |             |  |  |       |       |
|  |                            |                      | Marko Yli-Hannuksela (FIN) | 0                    |                            |             |  |  |       |       |
|  |                            | Murat Kardanov (RUS) | 4                          |                      |                            |             |  |  |       |       |
|  | Murat Kardanov (RUS)       | Murat Kardanov (RUS) | 4                          | 3                    |                            |             |  |  |       |       |
|  | Murat Kardanov (RUS)       |                      | 25 september               | 3                    |                            |             |  |  |       |       |
|  | Ara Abrahamian (SWE)       | 1                    |                            |                      |                            |             |  |  |       |       |
|  | Ara Abrahamian (SWE)       | 1                    | Murat Kardanov (RUS)       | 3                    |                            |             |  |  |       |       |
|  |                            |                      | Murat Kardanov (RUS)       | 3                    |                            |             |  |  |       |       |
|  |                            | Matt Lindland (USA)  | 0                          |                      |                            |             |  |  |       |       |
|  | David Manukyan (UKR)       | Matt Lindland (USA)  | 0                          |                      |                            |             |  |  |       |       |
|  |                            |                      |                            |                      |                            |             |  |  |       |       |
|  | Bye                        |                      |                            |                      |                            |             |  |  |       |       |
|  | David Manukyan (UKR)       | 4                    | Bronsmatch                 | Bronsmatch           |                            |             |  |  |       |       |
|  | David Manukyan (UKR)       | 4                    | Bronsmatch                 | Bronsmatch           |                            |             |  |  |       |       |
|  |                            | Matt Lindland (USA)  | 7                          |                      |                            |             |  |  |       |       |
|  | Matt Lindland (USA)        | Matt Lindland (USA)  | 7                          |                      | Marko Yli-Hannuksela (FIN) | 4           |  |  |       |       |
|  | Matt Lindland (USA)        |                      |                            |                      | Marko Yli-Hannuksela (FIN) | 4           |  |  |       |       |
|  | Bye                        |                      |                            | David Manukyan (UKR) | 2                          |             |  |  |       |       |
|  | Bye                        |                      |                            | David Manukyan (UKR) | 2                          |             |  |  |       |       |
|  |                            |                      |                            |                      |                            |             |  |  |       |       |
|  |                            |                      |                            |                      |                            |             |  |  |       |       |